# Nezvěstice (stacja kolejowa)
Nezvěstice – stacja kolejowa w miejscowości Nezvěstice, w kraju pilzneńskim, w Czechach. Znajduje się na linii 190 Pilzno - Czeskie Budziejowice, na wysokości 380 m n.p.m..  

## Linie kolejowe
- 175: Rokycany – Nezvěstice
- 190: Pilzno – Czeskie Budziejowice